# Lago Pehoe
Lago Pehoe är en sjö i Chile.   Den ligger i regionen Región de Magallanes y de la Antártica Chilena, i den södra delen av landet, 2 000 km söder om huvudstaden Santiago de Chile. Lago Pehoe ligger 34 meter över havet. Arean är 22,0 kvadratkilometer. Den sträcker sig 6,1 kilometer i nord-sydlig riktning, och 7,7 kilometer i öst-västlig riktning.
Trakten runt Lago Pehoe består i huvudsak av gräsmarker. Trakten runt Lago Pehoe är nära nog obefolkad, med mindre än två invånare per kvadratkilometer.